# 러시아 소비에트 연방 사회주의 공화국의 국기

러시아 소비에트 연방 사회주의 공화국의 국기

러시아 소비에트 연방 사회주의 공화국의 국기 (뒷면)

러시아 소비에트 연방 사회주의 공화국의 국기는 1954년에 제정되어 1991년까지 사용되었다.
빨간색 바탕 왼쪽 상단에는 노란색 별과 낫과 망치가 그려져 있으며, 깃대 쪽으로는 파란색 세로 줄무늬가 그려져 있다.
1937년부터 1954년까지는 빨간색 바탕에 깃대 쪽으로 노란색 키릴 문자 "РСФСР"이 쓰인 형태의 국기를 사용했다.

## 이전 국기

러시아 소비에트 연방 사회주의 공화국의 국기 (1918년)
러시아 소비에트 연방 사회주의 공화국의 국기 (1918년 ~ 1925년)
러시아 소비에트 연방 사회주의 공화국의 국기 (1925년 ~ 1937년)
러시아 소비에트 연방 사회주의 공화국의 국기 (1937년 ~ 1954년)

## 같이 보기
- 소련의 국기
- 소련의 공화국의 국기
- 러시아의 국기